# Bolitoglossa gracilis
Bolitoglossa gracilis es una especie de salamandras en la familia Plethodontidae.
Es endémica de vertiente caribeña de la Provincia de Cartago (Costa Rica).
Su hábitat natural son los montanos húmedos tropicales o subtropicales.
Está amenazada de extinción debido a la destrucción de su hábitat.